# Ralph Thamar
Ralph Thamar est un chanteur, compositeur et arrangeur français, né en 1952 à Fort-de-France en Martinique.

## Biographie

### Jeunesse
D’une famille de musiciens, il est élevé dans le quartier de Crozanville et commence à pratiquer son art dès l’âge de 14 ans. Il exercera le métier d’employé de banque tout en participant à divers groupes et orchestres.

### Parcours
En 1970, il est chanteur au sein de l’orchestre Les Météores des frères Rémion, en compagnie de Max Billon. De 1973 à 1978, il acquiert une expérience de chanteur auprès du pianiste et compositeur Marius Cultier. Il commence à se faire connaître, en tant que chanteur, au sein du groupe Malavoi. En 1988, l’Association française du Karib d’Or lui décerne un prix du même nom. Il entame alors sa carrière solo.
Son premier album solo est conçu avec l’apport des musiciens Manu Katché (batterie), Jean-Yves d’Angelo (clavier), Georges Decimus, Michel Alibo, Edith Lefel, Patrick St Eloi. Il revisite, par son éclectisme, le panel de sonorités qu’offre la musique caribéenne : Zouk, samba, soca, mazurka, biguine, reggae, quadrille, bolero. En 1992, il recevra, de la SACEM, le prix du succès, dans la catégorie Antilles-Guyane. En 1999 paraît La Marseillaise noire auquel participent Manu Dibango et Mario Canonge.
Après 14 années en métropole, il retourne en Martinique.
En 2006, il se produit dans la salle parisienne du New Morning.
Il s’est produit à l’échelon international (Europe, États-Unis, Colombie, Côte d'Ivoire, Sénégal, Haïti) et aux côtés de stars telles que : Oscar D'León, Celia Cruz, Tito Puente, Dee Dee Bridgewater, Eddy Mitchell, Bernard Lavilliers, Youssou N'Dour.

## Discographie
- 1987 Exil (LP) (GD Productions)
- 1989 Ralph Thamar (CD, Album) (GD Productions) (en accompagnement : le single "Polisson")
- 1991 Caraibes (CD, Album) (Déclic Communication) (en accompagnement : le single "Comme disait le poète" (signé Vinícius de Moraes))
- 1993 A Toute... (CD) (Déclic Communication)
- 1996 Chantons Noel (CD, Album) Ralph Thamar)
- 1996 Embarquement Créole (CD, Album) (Arcade)
- 1998 La Marseillaise Noire (CD, Album) (Wagram)
- 2005 Alma Y Corazon (featuring Mario Canonge) (Oplus Music)
- 2006 Un Jour (CD, Album) (Couleurs Music)
- 2007 Otantik (Tarajaz et Kann Production)
- 2008 La Cigale 2007 (concert en métropole) (avec le groupe Malavoi) (2CD live) (Believe / Aztec Musique)
- 2009 Pèp La (avec le groupe Malavoi) (CD, Album) (Believe / Aztec Musique)